# Sterculia africana
Sterculia africana là một loài thực vật có hoa trong họ Cẩm quỳ. Loài này được (Lour.) Fiori miêu tả khoa học đầu tiên năm 1912.